# Giacinto Gimignani
Giacinto Gimignani, italijanski baročni slikar, * 1606, Pistoia, † 1681.
Gimignanijev oče Alessio, je bil tudi slikar. Okoli 1630 je Giacinto odpotoval v Rim, kjer je od leta 1632 delal za Pietra da Cortona. Njegovo prvo poznano delo je freska Počitek na begu v Egipt, ki jo je naslikal leta 1632 v luneti za kapelo v Palazzo Barberini v Rimu.
Naslikal je tudi fresko Vizija Konstantina v ambulatoriju baptisterija San Giovanni v Lateranu pod nadzorstvom Andree Sacchija. Leta 1648 je pomagal Cortoni pri dekoraciji palače Pamphili v Rimu. Bil je tudi jedkar.